# Lijst van voetbalinterlands Ghana - Kaapverdië
Deze lijst van voetbalinterlands is een overzicht van alle officiële voetbalwedstrijden tussen de nationale teams van Ghana en Kaapverdië. De landen speelden tot op heden vijf keer tegen elkaar, te beginnen met een kwalificatiewedstrijd voor het Wereldkampioenschap voetbal 2006 op 5 september 2004 in Kumasi. Het laatste duel, een groepswedstrijd tijdens de Afrika Cup 2023, vond plaats op 14 januari 2024 in Abidjan (Ivoorkust).

## Wedstrijden
| № | Plaats         | Datum            | Competitie           | Wedstrijd          | Uitslag |
| - | -------------- | ---------------- | -------------------- | ------------------ | ------- |
| 1 | Kumasi         | 5 september 2004 | WK 2006 kwalificatie | Ghana – Kaapverdië | 2 – 0   |
| 2 | Praia          | 8 oktober 2005   | WK 2006 kwalificatie | Kaapverdië – Ghana | 0 – 4   |
| 3 | Lissabon       | 14 november 2012 | Vriendschappelijk    | Kaapverdië − Ghana | 0 − 1   |
| 4 | Port Elizabeth | 2 februari 2013  | Afrika Cup 2013      | Ghana − Kaapverdië | 2 − 0   |
| 5 | Abidjan        | 14 januari 2024  | Afrika Cup 2023      | Ghana − Kaapverdië | 1 − 2   |

## Samenvatting
| Competitie        | Totaal gespeeld | Winst Ghana | Gelijk | Winst Kaapverdië | Doelsaldo Ghana – Kaapverdië |
| ----------------- | --------------- | ----------- | ------ | ---------------- | ---------------------------- |
| WK-kwalificatie   | 2               | 2           | 0      | 0                | 6 − 0                        |
| Afrika Cup        | 2               | 1           | 0      | 1                | 3 − 2                        |
| Vriendschappelijk | 1               | 1           | 0      | 0                | 1 − 0                        |
| Totaal            | 5               | 4           | 0      | 1                | 10 − 2                       |

## Details

### Vierde ontmoeting
| Afrika Cup 2013 (Port Elizabeth, Zuid-Afrika, 2 februari 2013): |       |            |
| Ghana                                                           | 2 – 0 | Kaapverdië |
| Wakaso Mubarak 54' (pen.) Wakaso Mubarak 90+5'                  | goals |            |

GFA · A-internationals · Selecties ·  Bondscoaches · Ghanees vrouwenelftal · Ghana U21 · Ghana U20 · Ghana U19 · Ghana U18 · Ghana U17
1950 – 1959 ·
1960 – 1969 ·
1970 – 1979 ·
1980 – 1989 ·
1990 – 1999 ·
2000 – 2009 ·
2010 – 2019 ·
2020 − 2029
WK 2006 ·
WK 2010 · 
WK 2014
OS 1964 · 
OS 1968 · 
OS 1972 · 
OS 1976 · 
OS 1992 · 
OS 1996 ·
OS 2004
1950 · 
1951 · 
1952 · 
1953 · 
1954 · 
1955 · 
1956 · 
1957 · 
1958 · 
1959 · 
1960 · 
1961 · 
1962 · 
1963 · 
1964 · 
1965 · 
1966 · 
1967 · 
1968 · 
1969 · 
1970 · 
1971 · 
1972 · 
1973 · 
1974 · 
1975 · 
1976 · 
1977 · 
1978 · 
1979 · 
1980 · 
1981 · 
1982 · 
1983 · 
1984 · 
1985 · 
1986 · 
1987 · 
1988 · 
1989 · 
1990 · 
1991 · 
1992 · 
1993 · 
1994 · 
1995 · 
1996 · 
1997 · 
1998 · 
1999 · 
2000 · 
2001 · 
2002 · 
2003 · 
2004 · 
2005 · 
2006 · 
2007 · 
2008 · 
2009 · 
2010 · 
2011 · 
2012 · 
2013 ·
2014 ·
2015 ·
2016 ·
2017 ·
2018 ·
2019 ·
2020 ·
2021 ·
2022 ·
2023
Algerije ·
Angola ·
Argentinië ·
Australië ·
Benin ·
Bosnië en Herzegovina ·
Botswana ·
Brazilië ·
Burkina Faso ·
Burundi ·
Canada ·
Centraal-Afrikaanse Republiek ·
Chili ·
China ·
Comoren ·
Congo-Brazzaville ·
Congo-Kinshasa ·
Cuba ·
DDR ·
Denemarken ·
Duitsland ·
Egypte ·
Engeland ·
Equatoriaal-Guinea ·
Eritrea ·
Ethiopië ·
Gabon ·
Gambia ·
Griekenland ·
Guinee ·
Guinee-Bissau ·
IJsland ·
India ·
Indonesië ·
Irak ·
Iran ·
Italië ·
Ivoorkust ·
Jamaica ·
Japan ·
Joegoslavië ·
Kaapverdië ·
Kameroen ·
Kenia ·
Lesotho ·
Letland ·
Liberia ·
Libië ·
Madagaskar ·
Malawi ·
Maleisië ·
Mali ·
Marokko ·
Mauritius ·
Mexico ·
Montenegro · 
Mozambique ·
Namibië ·
Nederland ·
Nicaragua ·
Nieuw-Zeeland ·
Niger ·
Nigeria ·
Noorwegen ·
Oeganda ·
Oostenrijk ·
Portugal ·
Qatar ·
Rusland ·
Rwanda ·
Saoedi-Arabië ·
Sao Tomé en Principe ·
Senegal ·
Servië ·
Sierra Leone ·
Singapore ·
Slovenië ·
Soedan ·
Somalië ·
Swaziland ·
Tanzania ·
Thailand ·
Togo ·
Tsjaad ·
Tsjechië ·
Tunesië ·
Turkije ·
Uruguay ·
Verenigde Staten ·
Zambia ·
Zimbabwe ·
Zuid-Afrika ·
Zuid-Korea ·
Zwitserland
Brazilië (2006) · 
Duitsland (2014) ·
Italië (2006) · 
Ivoorkust (2015) · 
Portugal (2014) ·
Servië (2010) · 
Tsjechië (2006) · 
Verenigde Staten (2006) · 
Verenigde Staten (2014)
FCF · A-internationals · Selecties · Bondscoaches · Kaapverdisch vrouwenelftal · Kaapverdië U21 · Kaapverdië U20 · Kaapverdië U19 · Kaapverdië U18 · Kaapverdië U17
1979 – 1989 · 
1990 – 1999 · 
2000 – 2009 · 
2010 – 2019 ·
2020 − 2029
1979 · 
1980 · 
1981 · 
1982 · 
1983 · 
1984 · 
1985 · 
1986 · 
1987 · 
1988 · 
1989 · 
1990 · 
1991 · 
1992 · 
1993 · 1993 · 
1995 · 
1996 · 
1997 · 
1998 · 
1999 · 
2000 · 
2001 · 
2002 · 
2003 · 
2004 · 
2005 · 
2006 · 
2007 · 
2008 · 
2009 · 
2010 · 
2011 · 
2012 · 
2013 · 
2014 · 
2015 · 
2016 · 
2017 · 
2018 ·
2019 ·
2020 ·
2021 ·
2022 ·
2023 ·
2024
Algerije ·
Andorra ·
Angola ·
Bahrein ·
Botswana ·
Burkina Faso ·
Centraal-Afrikaanse Republiek ·
Comoren ·
Congo-Brazzaville ·
Congo-Kinshasa ·
Ecuador ·
Egypte ·
Equatoriaal-Guinea ·
Ethiopië ·
Gabon ·
Gambia ·
Ghana ·
Guinee ·
Guinee-Bissau ·
Guyana ·
Kameroen ·
Kenia ·
Lesotho ·
Liberia ·
Libië ·
Liechtenstein ·
Luxemburg ·
Madagaskar ·
Mali ·
Malta ·
Marokko ·
Mauritanië ·
Mauritius ·
Mozambique ·
Niger ·
Nigeria ·
Oeganda ·
Portugal ·
Rwanda ·
Sao Tomé en Principe ·
San Marino ·
Senegal ·
Sierra Leone ·
Swaziland ·
Tanzania ·
Togo ·
Tunesië ·
Zambia ·
Zimbabwe ·
Zuid-Afrika